# Giuseppe Pasino
Giuseppe Pasino (Valmacca, 18 maggio 1907 – ...) è stato un calciatore italiano, di ruolo difensore.

## Caratteristiche tecnische
Giocò nel ruolo di terzino.

## Carriera
Giocò in Serie A con il Casale.